# Greg Baker
Gregory Baker (Saint Paul, Minnesota; 16 de abril de 1968) es un actor de televisión y músico estadounidense. Es conocido por su papel recurrente como Elliott, productor de la serie Sports Night , el Sr. Corelli, profesor de historia de Miley en Hannah Montana y su papel de Burger Pitt en Estoy en la Banda.

## Roles en televisión
| Año         | Nombre                                 | Personaje                     |
| ----------- | -------------------------------------- | ----------------------------- |
| 1997        | Paso a Paso                            | Drew                          |
| 1998        | De repente, Susan                      | Michael                       |
| 1998        | Salvados por la campana:La nueva clase |                               |
| 1998        | Como se ve en la                       | Anfitrión                     |
| 1998 - 2000 | Sports Night                           | Elliot                        |
| 2000        | El Hughleys                            | Loco Larry                    |
| 2001        | El ala del oeste                       | Entrevistador                 |
| 2001        | Tres hermanas                          | Ron                           |
| 2002        | Así es la vida                         | Compañero de trabajo          |
| 2002        | Grounded for Life                      | Guy (Un ep.)                  |
| 2002        | Lizzie McGuire                         | Guardia de seguridad (Un ep.) |
| 2003        | El distrito                            | Secretario (un ep.)           |
| 2006        | ER                                     | Highsmith (un ep.)            |
| 2006 - 2009 | Hannah Montana                         | Sr. Corelli                   |
| 2007        | Bones (serie de TV)                    | Melvin Gallagher (un ep.)     |
| 2009 - 2011 | Estoy en la Banda                      | Burger Pitt                   |